# Katka Kurze
Katka Kurze (* 16. April 1974 in Dresden) ist eine deutsche Schauspielerin.

## Leben
Katka Kurze entstammt einer Theaterfamilie, ihre Großmutter ist die Tänzerin und Choreografin Inge Bader, ihr Vater ist der Schauspieler Günter Kurze, ihre Mutter ist die Schauspielerin Regina Bader.
Von ihrem fünften bis fünfzehnten Lebensjahr hatte sie Ballettunterricht. Im Alter von 13 Jahren spielte sie ihre erste Rolle am Staatsschauspiel Dresden als Rosenmädchen in Heinrich von Kleists Penthesilea unter der Regie von Wolfgang Engel.
Mit 15 Jahren begann sie ihr Studium an der Hochschule für Schauspielkunst „Ernst Busch“ Berlin, spielte ab dem dritten Studienjahr mit ihrem Debüt als Viola in William Shakespeares Was ihr wollt am Maxim-Gorki-Theater in Berlin, wo sie sechs Jahre engagiert war. Für diese Rolle erhielt sie den Berliner Kritikerpreis.
Ab 1996 arbeitete sie für ein Jahr am Hans Otto Theater Potsdam, wechselte bis 1999 ins Engagement zum Intendanten Christoph Schroth ans Staatstheater Cottbus und war ab 2001 am Staatsschauspiel Dresden für neun Jahre fest engagiert. Von 2009 bis 2016 lebte Kurze mit ihrem Mann, dem Schauspieler Dirk Glodde, in der Schweiz, wo sie am Theater Basel engagiert waren. 2016 wechselten beide ans Theater Chemnitz. Sie haben eine Tochter.

## Theater (Auswahl)
- Maxim-Gorki-Theater: Leben Gundlings Friedrich von Preußen Lessings Schlaf Traum Schrei (1991), Die Unbekannte aus der Seine (1992), Wasa Schelesnowa (1993), Das Kaffeehaus (1994), Iwan Wassiljewitsch und Gerettet (1995), Das Stalinmädchen (1996)
- Hans Otto Theater Potsdam: Die Dreigroschenoper und Der Raub der Sabinerinnen (1996)
- Staatstheater Cottbus: Die Letzten (1997), Volpone und Minna von Barnhelm (1998), Die Geisel, Popcorn und Die schöne Helena (1999), Hekabe (2000)
- Staatsschauspiel Dresden: Judith (2001), Das Maß der Dinge und Bash (2003), Mephisto (2005), Faust I und Kabale und Liebe (2006), Vor Sonnenaufgang, Kampf des Negers und der Hunde, Separatisten und Was ihr wollt (2007), Wir sind noch mal davongekommen, Platonow und Tartuffe (2008), Onkel Wanja und Der Reigen (2009)
- Theater Basel: Tell the Truth (2009), Herakles und Waisen (2010), Die Götter weinen (2011), 4,48 Psychosen (2012), Der Zauberer von Oz (2013)

## Filmografie (Auswahl)
- 1990: Der Staatsanwalt hat das Wort: Im Regen tanzen (Fernsehreihe)
- 1991: Der Tangospieler
- 1992: Tandem (Fernsehfilm)
- 1994: Polizeiruf 110: Kiwi und Ratte (Fernsehreihe)
- 1996: Tatort: Der Phoenix-Deal (Fernsehreihe)
- 1999: Die Braut
- 1999: Der Kopp
- 1999: Tatort: Auf dem Kriegspfad
- 2000: Wolffs Revier ((TV-Serie, eine Folge))
- 2001: Das Baby-Komplott
- 2001: Liebesau – die andere Heimat (TV-Mehrteiler)
- 2001: Das Herz in meinem Bauch
- 2008: Die Deutschen (TV-Serie, eine Folge)
- 2008: 12 heißt: Ich liebe dich

## Sprecherin (Auswahl)
- CD Tausendsakerlott-Friedrich Schiller stark gekürzt. 2005, ISBN 3-937925-03-1.
- Mitglied des Elysium Sprecher Quartett
- „Lyrik und Prosa“ Serie für Deutschland Radio Kultur
- Audioführung Blockhaus Dresden
- Das traurige Schicksal des Karl Klotz